# Лихновски, Феликс фон
Феликс Мария Винсенц Андреас фон Лихновски (нем. Felix Maria Vincenz Andreas von Lichnowsky; 5 апреля 1814, замок Грёц у Троппау — 18 сентября 1848, Франкфурт-на-Майне) — немецкий политический деятель и аристократ, князь Лихновский, граф фон Верденберг.

## Биография
Князь Феликс фон Лихновски был сыном силезско-богемского князя Эдуарда фон Лихновски. Унаследовал отцовские поместья в Верхней и Нижней Силезии. В 1834—1837 годах служит офицером в прусской армии. В 1837 году уезжает в Испанию, где принимает участие в Первой карлистской войне (1833—1840) на стороне карлистов, дослужившись до чина бригадного генерала и выполняя также дипломатические поручения.
Вернувшись в Германию, фон Лихновски становится депутатом силезского ландтага и объединённого прусского ландтага. 18 мая 1848 года князь избирается депутатом Франкфуртского национального собрания. Входил в состав фракции «казино» и трёх парламентских комитетов, в том числе и конституционного. 18 сентября 1848 года, во время беспорядков во Франкфурте-на-Майне, Ф. фон Лихновски, совместно с генералом Гансом фон Ауэрсвальдом выехал за ворота города и был атакован толпой. При этом генерал фон Ауэрсвальд был убит выстрелом, а князь фон Лихновски — смертельно ранен. Ещё при его жизни писателем Георгом Вертом начал частями публиковаться сатирический роман-биография Ф. фон Лихновски «Жизнь и деяния знаменитого рыцаря Шнапфански» (Leben und Taten des berühmten Ritters Schnapphanski). После убийства князя Г.Верт был притянут к суду и осуждён за «оскорбление памяти умерших».
В 1834 году, во время пребывания в Париже, князь фон Лихновски вступает в местную масонскую ложу Золотой век (L’Age d’or). С 1835 года он — активно посещает ложу Фридрих Вильгельм Справедливый (Friedrich Wilhelm zur Gerechtigkeit) в Ратиборе, постоянным членом которой становится в 1845 году. Выступал против принятия Ференца Листа в 1841 году в масонскую ложу Единство (Zur Einigkeit) во Франкфурте-на-Майне.